# Stazione di Arles
La stazione di Arles (Gare d'Arles in francese) è una stazione ferroviaria posta lungo la linea Parigi-Marsiglia a servizio della città di Arles, nel dipartimento delle Bocche del Rodano. È servita dal TGV e dal TER PACA (Treno regionale della PACA).

## Storia
Fu aperta al traffico nel 1848, con l'apertura della ferrovia Marsiglia-Avignone. Nel 1944 fu distrutta durante un bombardamento alleato.